# Костёл Святых Космы и Дамиана (Островец)
Костёл Святых Космы и Дамиана (бел. Касцёл Святых Казьмы і Даміяна) — католический храм в городе Островец, Гродненская область, Белоруссия. Относится к Островецкому деканату Гродненского диоцеза. Памятник архитектуры в стиле классицизм, построен в 1785—1787 годах. Включён в Государственный список историко-культурных ценностей Республики Беларусь.

## История
В 1458 году в Островце был основан католический приход. В начале XVII века Островец стал собственностью рода Корсаков, которые в 1616—1618 годах построили здесь монастырь доминиканцев и деревянный храм.
В 1785—1787 годах на месте деревянного было построено современное каменное здание костёла Космы и Дамиана.
После подавления восстания 1863 года большое количество католических храмов на территории современной Белоруссии было передано православным. В их число вошёл и островецкий католический храм, который был передан в 1866 году. После передачи над церковью был надстроен купол с луковичной главой.
По Рижскому мирному договору (1921 года) Островец попал в состав межвоенной Польской Республики, в 1918 году храм вернули католикам, луковичная глава была удалена. В советский период храм не закрывался.
2 августа 2016 года Постановлением Совета Министров Республики Беларусь костёл придан статус историко-культурной ценности Беларуси регионального значения.

## Архитектура
Костёл Святых Космы и Дамиана — памятник архитектуры классицизма с чертами барокко. Представляет собой трёхнефную базилику с плоской алтарной стеной пресвитерия (апсида отсутствует). Все части храма объединены в строгом прямоугольном объёме, накрыты общей крышей. Главный фасад имеет двухъярусную симметрично-осевую композицию, в центре находится четырёхколонный портик ионического ордера с треугольным фронтоном. В верхней части фасада находится массивный аттик, украшенный трёхлопастной аркой-нишей в центре и арочными нишами по бокам. Боковые фасады ритмично расчленены арочными оконными проёмами, широкими лопатками в простенках и опоясаны мощным карнизом.
Основной объём храма разделён четырьмя колоннами на три нефа. Две боковые ризницы расположены по бокам от пресвитерия. Центральный широкий неф перекрыт цилиндрическим сводом с распалубкой, более узкие боковые нефы — крестовыми.